# Raard
Raard ist ein Dorf in der Gemeinde Noardeast-Fryslân in der niederländischen Provinz Friesland. Es befindet sich westlich von Dokkum und hat 215 Einwohner (Stand: 1. Januar 2024).

## Geschichte
Raard wurde auf einer Warft erbaut, die jedoch teilweise schon abgetragen ist. Das ist besonders an der Nordseite der Warft offensichtlich. Es wird angenommen, dass bereits vor unserer Zeitzählung Menschen in Raard gelebt haben.
Außerdem ist in Raard noch eine Kirche aus dem 13. Jahrhundert zu finden. Sie wurde im romanischen Baustil errichtet und ist Johannes dem Täufer geweiht.
Am 31. Dezember 2012 raste eine 42-jährige Frau mit ihrem Auto in einer größeren Menschenmenge und verletzte dabei 17 Menschen. Bei der Silvesterfeier im friesischen Dorf, erlitten zudem drei der 17 Zuschauer schwere Verletzungen. Die Autofahrerin war nach Angaben der Polizei nicht alkoholisiert. Gegen ein Uhr nachts standen rund 40 Menschen um das Lagerfeuer im Dorfkern, als das Auto mit hoher Geschwindigkeit von etwa 60 km/h in die Menge raste.